# بنه‌دیق (کلیبر)
بنه‌دیق یکی از روستاهای استان آذربایجان شرقی است که در دهستان میشه‌پاره بخش مرکزی شهرستان کلیبر واقع شده‌است.این روستادر نزدیکی روستای سونگون که امروزه از بین رفته جای انرا معدن مس سونگون گرفته قرار دارد.